# Phai Phongsathon
Phai Phongsathon  (en tailandés: ไผ่ พงศธร, 12 de junio de 1982) fue un actor y cantante tailandés. Fue popular entre los años 2008 y actual.

## Biografía
Nacido el 12 de junio de 1982, nació en la provincia de Chang Yasothon, es conocido en su país como "Phai".Se graduó de la Universidad de Rattana Bundit.

## Discografía

### Álbumes musicales
1. 2005 - Fon Rin Nai Mueng Luang (ฝนรินในเมืองหลวง)
2. 2007 - Kam San Ya Khong Num Ban Nok (คำสัญญาของหนุ่มบ้านนอก)
3. 2008 - Yak Bok Wa Ai Ngao (อยากบอกว่าอ้ายเหงา)
4. 2009 - Yak Mee Thoe Pen Fan (อยากมีเธอเป็นแฟน)
5. 2009 - Mee Thoe Jueng Mee Fan (มีเธอจึงมีฝัน)
6. 2010 - Pen Phuen Mai Dai Hua Jai Yak Pen Fan (เป็นเพื่อนไม่ได้ หัวใจอยากเป็นแฟน)
7. 2012 - Siea Jai Kree Krang Koea Yang Lueak Thoe (เสียใจกี่ครั้งก็ยังเลือกเธอ)
8. 2013 - Tang Jai Tae Yang Pai Mai Thueng (ตั้งใจแต่ยังไปไม่ถึง)
9. 2014 - Yaak Pen Kri Khon Nueng Thee Fan Thueng (ปอยากเป็นใครคนนั้นที่ฝันถึง)
10. 2017 - Rak Tae Bo Dai Plae Waa Ngo (รักแท้บ่ได้แปลว่าโง่)
11. 2018 - Thim Ai Wai Trong Nee La (ถิ่มอ้ายไว้ตรงนี้ล่ะ)
12. 2019 - Pai Huk Kun Sa (ไปฮักกันสา)